# RFL Championship 1992-93
El Championship de 1992-93 fue la 98.º edición del torneo de rugby league más importante de Inglaterra.

## Formato
Los equipos se enfrentaron en formato de todos contra todos en condición de local y de visitante, el equipo que terminó en la primera posición al finalizar el torneo se coronó campeón.
Se otorgaron 2 puntos por cada victoria, 1 por el empate y 0 por la derrota.

## Desarrollo

### Tabla de posiciones
| Pos. | Equipo               | Encuentros | Encuentros | Encuentros | Encuentros | Tantos | Tantos | Tantos | Puntos |
| Pos. | Equipo               | PJ         | PG         | PE         | PP         | F      | C      | Dif.   | Puntos |
| ---- | -------------------- | ---------- | ---------- | ---------- | ---------- | ------ | ------ | ------ | ------ |
| 1    | Wigan                | 26         | 20         | 1          | 5          | 744    | 327    | +417   | 41     |
| 2    | St. Helens           | 26         | 20         | 1          | 5          | 632    | 345    | +287   | 41     |
| 3    | Bradford Northern    | 26         | 15         | 0          | 11         | 553    | 434    | +99    | 30     |
| 4    | Widnes               | 26         | 15         | 0          | 11         | 549    | 446    | +103   | 30     |
| 5    | Leeds                | 26         | 14         | 2          | 10         | 595    | 522    | +73    | 30     |
| 6    | Castleford           | 26         | 14         | 1          | 11         | 544    | 401    | +143   | 29     |
| 7    | Halifax              | 26         | 13         | 0          | 13         | 557    | 505    | +52    | 26     |
| 8    | Warrington           | 26         | 12         | 1          | 13         | 487    | 450    | +37    | 25     |
| 9    | Hull FC              | 26         | 10         | 1          | 15         | 381    | 535    | -154   | 21     |
| 10   | Sheffield Eagles     | 26         | 10         | 1          | 15         | 405    | 627    | -222   | 21     |
| 11   | Leigh                | 26         | 9          | 2          | 15         | 410    | 630    | -220   | 20     |
| 12   | Wakefield Trinity    | 26         | 8          | 2          | 16         | 405    | 535    | -130   | 18     |
| 13   | Salford              | 26         | 9          | 0          | 17         | 498    | 725    | -227   | 18     |
| 14   | Hull Kingston Rovers | 26         | 7          | 0          | 19         | 321    | 599    | -278   | 14     |

|  | Campeón. |

| Bandera de Inglaterra  |
| Campeón Wigan Warriors |
| Décimo cuarto título   |